# プレイング・ウィズおさるのジョージ
- ユニバーサル・パークス&リゾーツ > ユニバーサル・スタジオ・ジャパン > ユニバーサル・スタジオ・ジャパンのアトラクション > プレイング・ウィズおさるのジョージ
- おさるのジョージ > プレイング・ウィズおさるのジョージ

プレイング・ウィズおさるのジョージ（英: Playing with Curious George）は、ユニバーサル・スタジオ・ジャパンのハリウッド・エリアにあるアニメ・セレブレーションで行われるショー・アトラクションである。

## 概要
アニメ制作スタジオを舞台に、原画から飛び出したジョージとアニメーターが繰り広げる『おさるのジョージ』をテーマにしたショー・アトラクションである。
プロジェクション技術により、エンターテイナーとプロップス（美術セットなど）、アニメーション、さらに特殊効果が現実の空間に一体となって融合している。ジョージがシンクに飛び込めばシャボン玉がゲストの目の前で弾けたり、扇風機が動けば風が吹いたりと、ジョージが本当にその場にいるかのような演出が施され、ジョージの世界に入り込むことができる親子で楽しめるアトラクションである。

## ストーリー

### プレショー
舞台はアニメ制作スタジオ。ゲストが最初に出会うのは「アニメーター」というアーティストで、おさるの絵を描くのが大好きな彼が制作しているのは『おさるのジョージ』のアニメーション。スタジオに訪れたゲストにジョージの絵を描くのを披露していると、突然、アニメ制作に必要なスキャナーが異様な音を立てているという緊急連絡が入る。アニメーターはスキャナーの確認をするため、スタジオへと戻る。

### メインショー
ゲストはアニメーターに続いてスタジオへ案内される。
アニメーターがスキャナーの点検を終え、「おさるのジョージ」の原画をスキャンすると、爆発と共に黄色い帽子のおじさんの衣装とジョージが原画から飛び出してしまう。好奇心旺盛なジョージはスタジオ内を走り回り、“まねっこ遊び”や追いかけっこ、かくれんぼ、ダンスなどを通じて、ゲストと共に夢中になって遊ぶ。

## オープニング・セレモニー
2018年6月26日、アトラクションのオープンに先駆け、オープニング・セレモニーが開催された。歌手で俳優の横山だいすけが、作品にも登場するジョージの友達に似たイエローの衣装でサプライズ登場した。セレモニーの前に体験した横山は「一緒に体験した子どもたちの反応が凄かった。僕もみんなに負けないくらいに一番楽しんだ」と振り返り、「最高の笑顔を引き出してくれるアトラクションだと思う。たくさんの皆さんに見ていただいて、たくさんの笑顔になってほしい」と呼び掛けた。